# Bremker Bachtal
Das Naturschutzgebiet Bremker Bachtal liegt auf dem Gebiet der Gemeinde Extertal im Kreis Lippe in Nordrhein-Westfalen. Das aus zwei Teilflächen bestehende Gebiet erstreckt sich südöstlich von Bremke und nördlich und nordöstlich von Meierberg, beide Ortsteile von Extertal, entlang des Bremker Baches, eines rechten Zuflusses der Exter.

## Bedeutung
Das etwa 67,5 Hektar große Gebiet mit der Schlüssel-Nummer LIP-075 steht seit dem Jahr 2007 unter Naturschutz.